# Robert Johnson (baloncestista)
Robert Johnson (Richmond, 27 de mayo de 1995) es un jugador de baloncesto estadounidense que juega en las filas del ADA Blois Basket de la LNB Pro A francesa. Con 1.93 metros de estatura, juega en la posición de escolta. 

## Trayectoria
Formado durante cuatro temporadas en Indiana Hoosiers y tras no ser drafteado en 2018, jugaría con Atlanta Hawks la liga de verano de la NBA en las ciudades de Las Vegas y Salt Lake City. Más tarde, sería seleccionado por el conjunto de Wisconsin Herd de la NBA Development League en el que jugaría la temporada 2018-19.
El 10 de agosto de 2019, firma contrato con el club polaco del MKS Dąbrowa Górnicza, con el que daría el salto a Europa, en el que jugó la cifra de 10 partidos y promedió 20.2 puntos, 7.3 rebotes y 5.8 asistencias por encuentro en la Polska Liga Koszykówki.
El 15 de diciembre de 2019, firma por el Parma Basket Perm de la VTB United League en el que jugó la cifra de 17 partidos y promedió 11.18 puntos por encuentro.
El 21 de enero de 2021, firma por el Fethiye Belediyespor de la Basketbol Süper Ligi. Posteriormente firmó con el Pallacanestro Cantù italiano y el 19 de enero de 2022 firmó con el Legia Varsovia de la liga polaca.
En verano de 2022 firmó con el Napoli Basket de la Lega Basket Serie A italiana.
El 9 de enero de 2023 fichó por el ADA Blois Basket 41 de la Pro A francesa.